# 小行星9081
小行星9081（9081 Hideakianno）是太阳系的小行星之一。其公转轨道位于火星和木星之间。

## 命名
該小行星是以作为动画《新世纪福音战士》的监督而著名的庵野秀明的名字命名的，命名时间是1999年。这颗小行星的发现者是中村彰正。由于中村彰正与庵野秀明是山口县立宇部高级中学的同学和朋友，在得到了庵野本人的许可之后便申请用庵野的名字为小行星命名。
开始时，仅用姓“庵野”申请命名小行星9081。不过，由于“庵野”（日语罗马字：Anno）与小行星265安娜（265 Anna）有混淆的可能，所以便以“庵野秀明”命名。

## 参看
- 庵野秀明
- 新世纪福音战士
- 小行星列表/9001-10000